# Finnea
Finnea (irl. Fiodh an Átha) – wioska leżąca w hrabstwie Westmeath w Irlandii przy granicy z hrabstwem Cavan. Finnea położona jest pomiędzy jeziorem Sheelin i jeziorem Kinale. We wsi urodził się irlandzki pisarz Dermot Healy.